# Fortín Mayor Ramón Ávalos Sánchez
Fortín Mayor Ramón Ávalos Sánchez (más conocido como Fortín Ávalos Sánchez o Cruce Ávalos Sánchez) es una localidad paraguaya del departamento de Presidente Hayes, ubicada en el km 494 de la ruta PY05, en el cruce con el inicio de la ruta PY16, a unos 405 km de Asunción.
La localidad cuenta con unos 60 habitantes y forma parte administrativamente del municipio de Campo Aceval, ubicado a 58 km de distancia.

## Historia
Desde 1905 Bolivia empezó a ocupar el Chaco Boreal, que en ese entonces estaba en disputa con Paraguay, creando pequeños fuertes militares conocidos como "fortines", por lo que Paraguay respondió también creando sus propios fortines en los años siguientes.
En 1923 el ejército boliviano fundó el Fortín Dr. Bautista Saavedra, en honor a Bautista Saavedra Mallea, presidente de Bolivia en ese tiempo.  
Luego en el contexto de la Guerra del Chaco (1932 - 1935), el 13 de diciembre de 1933 los paraguayos conquistaron el Fortín Saavedra y lo renombraron como Fortín Mayor Ramón Ávalos Sánchez.
Una vez finalizada la guerra, en 1938 se firmó el Tratado de paz, amistad y límites entre Paraguay y Bolivia, y toda la zona de Fortín Ávalos Sánchez quedó definitivamente dentro del territorio paraguayo.
Desde el 17 de junio de 2020 la zona de Ávalos Sánchez pertenece administrativamente al municipio de Campo Aceval, antes de eso pertenecía al municipio de Teniente Irala Fernández.

## Toponimia
Recibe su nombre en honor al capitán Ramón Ávalos Sánchez, un militar paraguayo que combatió durante la Guerra del Chaco (1932 - 1935). El 4 de diciembre de 1932 Ávalos iba en avión como copiloto y artillero, junto con el capitán Trifón Benítez Vera, quien pilotaba la aeronave, con la misión de realizar un mapa de los fortines bolivianos de la zona, pero fueron interceptados por 3 aeronaves bolivianas, que los derribaron tras un corto combate en el que fallecieron ambos tripulantes paraguayos. Los restos de ambos fueron sepultados en el cementerio del Fortín Muñoz (actual Fortín General Díaz), donde descansan actualmente. Posteriormente, Ávalos fue ascendido póstumamente al rango de mayor. Una calle en Asunción también fue nombrada en su honor.

## Clima
El clima de Fortín General Díaz se clasifica como semiárido cálido según el sistema Köppen, uno de los climas más hostiles de Paraguay, presentando temperaturas extremas que llegan hasta los 46 °C a la sombra en verano y en invierno mínimas de hasta -7 °C. Los veranos suelen ser húmedos y con pequeñas lluvias, mientras que los inviernos suelen ser extremadamente secos, surgiendo debido a esto algunos incendios forestales con cierta frecuencia.

## Infraestructura
Actualmente la infraestructura de la zona es escasa y deficiente, pero con la construcción de la ruta D090 "ruta de la leche" y el asfaltado completo de la ruta PY05 que llegará hasta la frontera con Argentina y se convertirá en un nuevo corredor bioceánico, la localidad saldrá del aislamiento y se desarrollará con mayor facilidad en los próximos años.